# Jezioro podlodowcowe

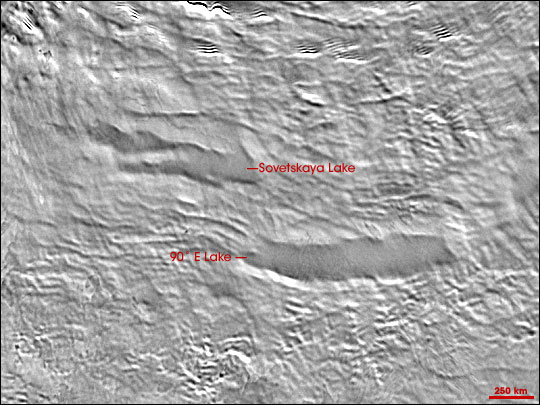
Jeziora 90°E i Sowietskaja na Antarktydzie, widoczne z satelity jako nietypowo gładkie obszary lodu

Jezioro podlodowcowe, jezioro subglacjalne – jezioro znajdujące się pod powierzchnią lodowca, typowo lądolodu.

## Położenie

### Na Ziemi
Współcześnie jeziora tego typu występują niemal wyłącznie w Antarktyce, gdzie do 2013 roku odkryto 387 takich zbiorników ; największym z nich jest jezioro Wostok, o długości 250 km i szerokości sięgającej 80 km. Jeziora podlodowcowe zostały także odkryte pod lądolodem Grenlandii i pod lodowcem na wyspie Devon w Archipelagu Arktycznym. W okresach zlodowaceń występowały one także pod innymi pokrywami lodowymi; ślady dawnych jezior podlodowcowych odkryto na terenach przykrytych w plejstocenie przez lądolód laurentyjski.

### Poza Ziemią

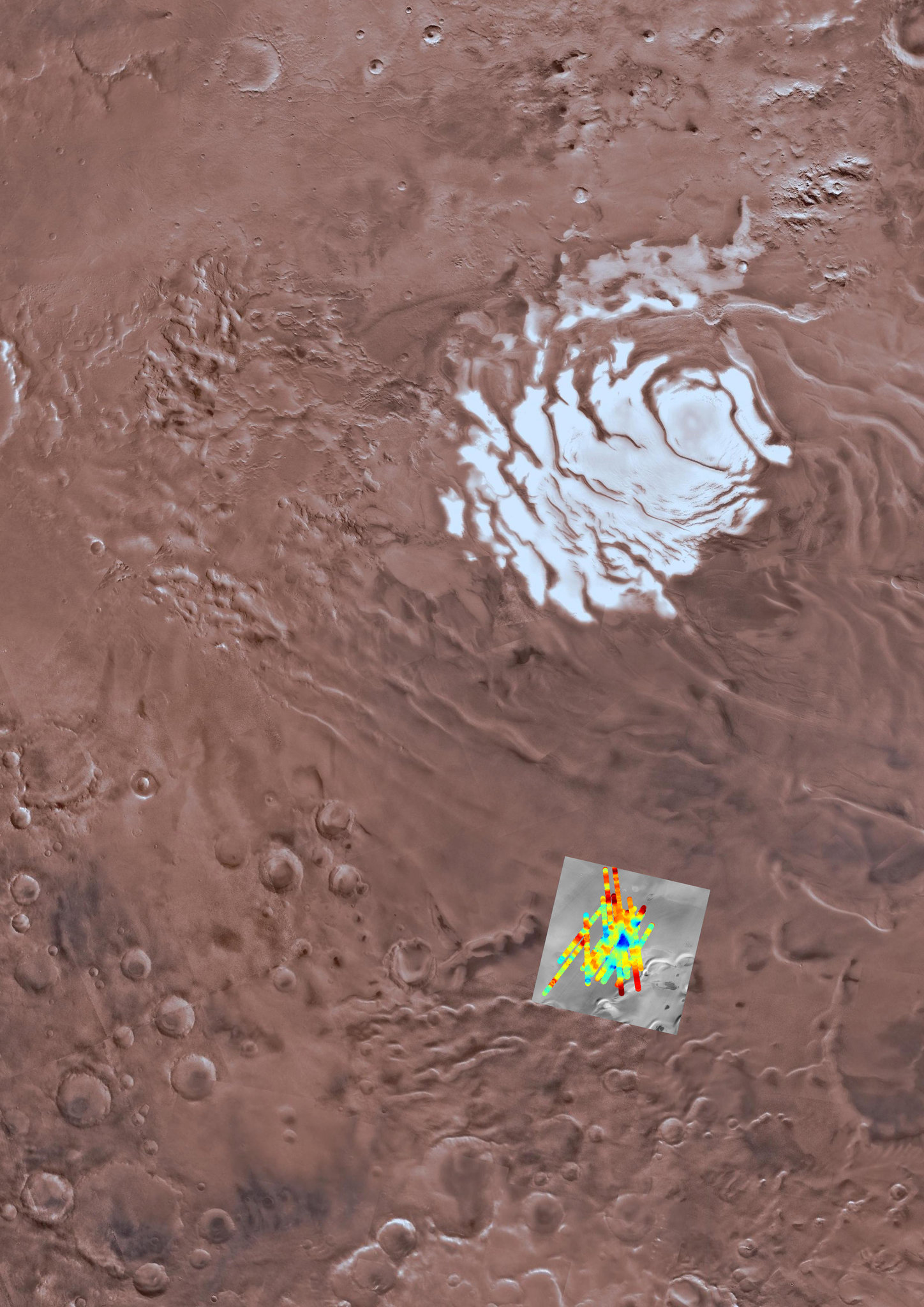
Położenie prawdopodobnego jeziora podlodowcowego na Marsie

Mars, podobnie jak Ziemia, ma polarne czapy lodowe. W 2018 roku opublikowano wyniki sondowań radarowych instrumentu MARSIS sondy Mars Express, które sugerują istnienie jeziora, położonego pod półtorakilometrowej grubości pokrywą warstw lodu i pyłu na Planum Australe, w pobliżu południowego bieguna planety.
Niektóre księżyce lodowe planet-olbrzymów mają podpowierzchniowe oceany pod skorupą lodu. Europa, krążąca wokół Jowisza, może mieć oprócz oceanu także soczewki ciekłej wody w obrębie skorupy. Ich poszukiwanie jest częścią programu badawczego sondy Europa Clipper

## Odkrycia i badania

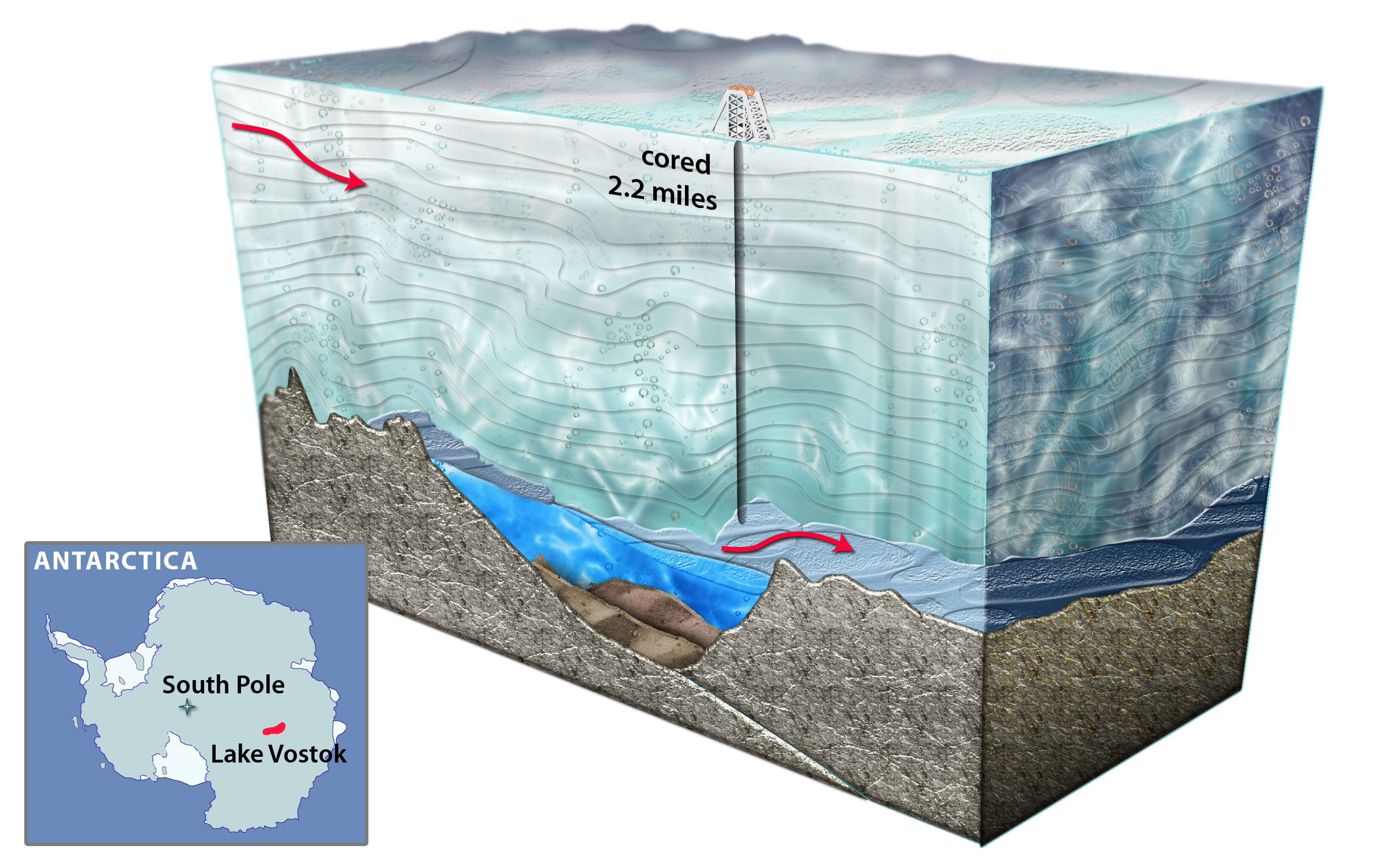
Schematyczny przekrój ukazujący odwiert prowadzący do jeziora Wostok

Pierwsze jezioro podlodowcowe zostało zidentyfikowane w sezonie letnim 1967-68 pod radziecką stacją polarną Sowietskaja. W 1996 roku znanych było już 77 takich zbiorników, do 2005 liczba ta wzrosła do 145, a w ciągu następnych siedmiu lat uległa niemal podwojeniu. Jeziora zostały wykryte dzięki obserwacjom geofizycznym, w tym sejsmicznym i georadarowym z powierzchni, oraz satelitarnym.
Na początku XXI wieku podjęto próby wierceń w pokrywie lodowej, w kierunku jezior podlodowcowych. Niepowodzeniem zakończyła się pierwsza próba dowiercenia do jeziora Wostok, przeprowadzona przez Rosjan w antarktycznym lecie 2010-2011, oraz brytyjska próba dotarcia do znacznie mniejszego Jeziora Ellswortha w sezonie letnim 2012-13. Ostatecznie odwiert przebił powierzchnię jeziora Wostok w lecie 2011-2012. Dla uniknięcia skażenia chemikaliami końcowa część odwiertu została wykonana z użyciem gorącej wody. Zgodnie z przewidywaniami będąca pod ciśnieniem woda z jeziora wpłynęła do odwiertu i zamarzła; naukowcy pobrali z niej próbki do badań. Sukcesem zakończyły się także amerykańskie wiercenia w kierunku Jeziora Whillansa (2013).

## Hydrologia

### Rozmieszczenie

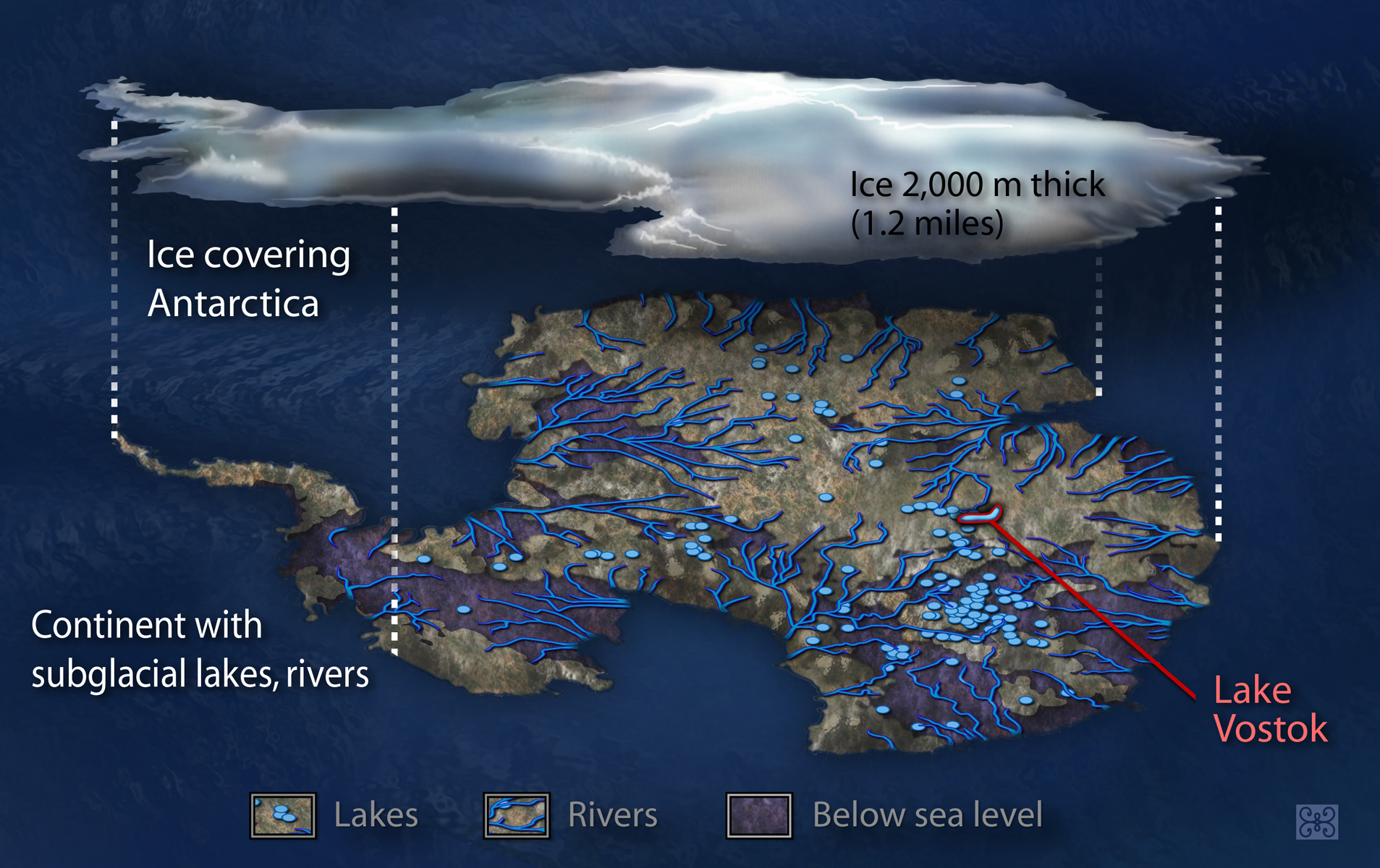
Jeziora i rzeki pod lądolodem Antarktydy

Jeziora podlodowcowe na Antarktydzie można podzielić na trzy grupy w związku z ich rozmieszczeniem. Jedna z nich to jeziora powstające pod grubym lodowcem we wnętrzu kontynentu, więżącym energię geotermalną, w pobliżu działów lodu (lodowcowym analogu działu wód) – należą do nich zbiorniki tworzone przez topnienie u podstawy grubego lodowca, zbiorniki położone w obniżeniach tektonicznych, oraz małe jeziora na zboczach gór pokrytych lodowcem. Drugą grupę stanowią jeziora związane z obszarami, w których ruch lodowca przyspiesza, położone bliżej krawędzi pokrywy lodowej kontynentu; zwykle są one małe (poniżej 10 km długości), wyjątek stanowią tu jeziora pod obszarem źródłowym strumienia lodowego Recovery Ice Stream. Trzecią stanowią jeziora położone pod płynącymi strumieniami lodowymi.
Jeziora na Antarktydzie grupują się w podlodowcowe „pojezierza”: takie obszary znajdują się pod lodową kopułą Dome C, w pobliżu stacji polarnej Concordia i pod dynamicznymi strumieniami lodowymi (np. Jezioro Whillansa). Łączną powierzchnię jezior podlodowcowych Antarktydy oszacowano w 2013 na 50 000 km².
Największe jeziora podlodowcowe na Antarktydzie są pochodzenia tektonicznego, podobnie jak Wielkie Jeziora Afrykańskie; należą one do najgłębszych jezior świata. W oparciu o pomiary anomalii grawitacyjnej głębokość trzech spośród tych jezior jest szacowana na 900 m.

### Wpływ na lodowiec
Pod lądolodem Antarktydy stwierdzono istnienie sieci rzecznej łączącej część jezior. Obecność wód pod lądolodem przyczynia się do jego większej mobilności, a nacisk lodowca może powodować przemieszczanie mas wody pomiędzy połączonymi jeziorami podlodowcowymi. Obserwacje satelitarne ukazały niespodziewaną dynamikę tego układu hydrologicznego, w którym jedne zbiorniki wodne napełniają się kosztem innych. Aktywne jeziora związane ze strumieniami lodowymi mogą powodować podnoszenie i opuszczanie się pokrywy lodowcowej o ok. 0,5 m w skali niecałego miesiąca. Zaobserwowano także zjawisko przemieszczenia wody z dużego jeziora do mniejszych w antarktycznym interiorze, które spowodowało opadnięcie powierzchni lodu o ok. 3 m na obszarze ~600 km². Podobne zmiany nie zostały zaobserwowane w przypadku jeziora Wostok.
Woda w jeziorze podlodowcowym ma bezpośredni kontakt z lodowcem. Część wody zamarza, przyrastając do spodu lodowca; jest to tzw. lód akreowany. Cechuje się ona bardzo dużymi kryształami o dużej czystości, odróżniającymi się od lodu pochodzącego z opadów, zgromadzonego powyżej.
Niektóre jeziora podlodowcowe, w szczególności grenlandzkie, prawdopodobnie powstają z topniejącego lodu i nie są izolowane od wód powierzchniowych.
Jeziora te są generalnie słodkowodne, ale w przypadku gdy lodowiec leży na podłożu zawierającym sole, mogą być także jeziorami słonymi – taka sytuacja ma miejsce na wyspie Devon.

## Ekologia

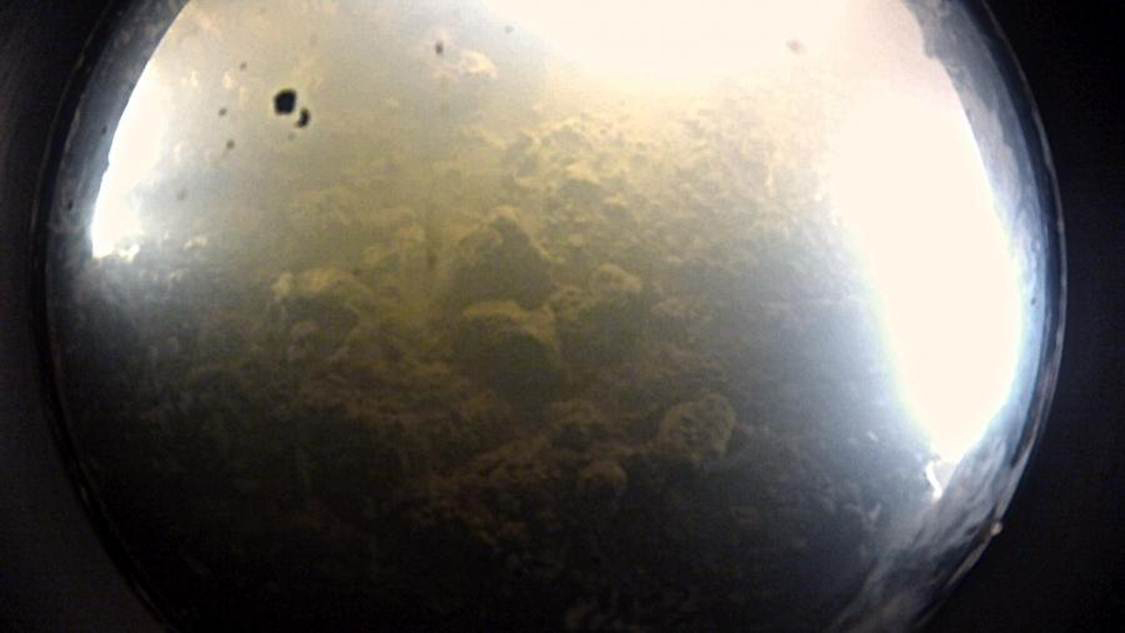
Dno podlodowcowego Jeziora Whillansa, sfotografowane przez miniaturową łódź podwodną

Odkrycie jezior podlodowcowych skłoniło naukowców do rozważań nad występowaniem w nich organizmów żywych, tworzących ekosystemy odizolowane przed tysiącami lat od warunków panujących na powierzchni. W styczniu 2013 roku amerykański zespół badaczy pobrał próbki wody z Jeziora Whillansa i potwierdził występowanie w nich organizmów żywych. W próbce wody stwierdzono ok. 1000 bakterii na mililitr, co jest wartością dziesięciokrotnie mniejszą niż w oceanie.
Próbki pobrane z jeziora Wostok zawierały kwasy nukleinowe z ponad 3,5 tysiąca różnych sekwencji genetycznych. Należą one w zdecydowanej większości (94% zidentyfikowanych) do bakterii, ale także eukariotów (głównie grzybów), w tym organizmów wielokomórkowych.